# Stenophantes longipes
Stenophantes longipes là một loài bọ cánh cứng trong họ Cerambycidae.